# ズデニェク・コシュラー
ズデニェク・コシュラー (Zdeněk Košler, 1928年3月25日 - 1995年7月2日)は、チェコの指揮者。カリスマ的なスター指揮者ではないものの堅実でバランスの良い演奏で知られていた。東京都交響楽団の客演指揮者としてたびたび来日しており、日本でも親しまれた指揮者である。

## 生涯
1928年、プラハ生まれ。プラハ音楽院で作曲、ピアノ、指揮を学び、そのかたわらチェコ合唱団の指揮を執り活躍した。1948年、プラハ国民劇場の練習指揮者となり、1951年の音楽院卒業と同時に『セヴィリアの理髪師』を指揮して正式に指揮者に就任した。
1951年、プラハ交響楽団を指揮し、コンサート指揮者としてもデビューした。1955年のプラハ国民劇場のモスクワ公演において、『売られた花嫁』で注目を集めた。1956年にブザンソン国際指揮者コンクールで優勝した。1958年にはオロモウツ歌劇場の音楽監督に就任。1962年にはオストラヴァのヤナーチェク歌劇場の指揮者としても活躍した（1966年まで）。
1963年、ミトロプーロス国際指揮者コンクールで、クラウディオ・アッバードと同時優勝した。これによってさらに活動の場が広がり、ニューヨークへ渡ってニューヨーク・フィルハーモニックのレナード・バーンスタインのアシスタントとして研鑽を積んだ。1966年から67年にはプラハ交響楽団の首席指揮者、1966年から68年にベルリン・コーミッシェ・オーパーの首席指揮者兼音楽監督を務めている。この間にウィーン国立歌劇場やウィーン・フィルハーモニー管弦楽団にも客演している。1971年、ブラチスラヴァのスロヴァキア国立歌劇場の音楽監督に就任。1976年からはチェコ・フィルハーモニー管弦楽団の常任指揮者も兼ねた。1980年プラハ国民劇場の音楽監督に就任。1985年に一旦辞任したものの、1989年に再任された。その後、1993年からはチェコ・ナショナル交響楽団を指揮してドヴォルザークやスメタナの作品を録音するといった活動も行った。
日本との関連では、1978年には東京都交響楽団の首席客演指揮者となり、1983年以降は定期招聘指揮者として、ほぼ毎年来日していた。
1995年、プラハで67歳で急逝した。